# Estádio Manoel Dantas Barretto
O Estádio Manoel Dantas Barretto, mais conhecido como Barrettão, está localizado na cidade de Ceará-Mirim, no Rio Grande do Norte, a 28 km de Natal.
Pertencente ao empresário Marconi Barretto, o estádio foi construído em tempo recorde. O Barrettão é o único estádio de futebol particular do interior do Rio Grande do Norte e é a casa do Globo Futebol Clube, time da também da cidade de Ceará-Mirim, campeão em 2013 da Segunda Divisão do Campeonato Potiguar, campeão da Copa FNF, Copa RN e vice-campeão do Campeonato Potiguar no ano de 2014. Além do Globo, clubes como América de Natal, Força e Luz e Alecrim costumam mandar seus jogos no estádio.
O estádio tem capacidade para 10.000 lugares.

## Inauguração
O estádio foi inaugurado no dia 9 de maio de 2013, em jogo válido pela Copa do Brasil, no jogo entre o América e o Atlético-PR. Mesmo recebendo alguns retoques finais, como finalizações nas bilheterias, estacionamento, cabine de imprensa, entre outros, já que a obra não estava 100% concluída, a partida seguiu normalmente e a torcida aprovou o estádio.
No jogo, logo no 1º minuto já saiu o 1º gol do estádio, feito pelo atacante Éderson, do Atlético-PR. Os dois times protagonizaram um primeiro tempo movimentado, com seis gols, Éderson (duas vezes), Felipe e Cleberson para o time paranaense, Itamar e Daniel, com duas assistências de Renatinho Potiguar, que estava jogando em sua terra Natal, marcaram para o time americano. No segundo tempo os visitantes ampliaram a vantagem com Manoel e  Douglas Coutinho, e na estreia da "nova casa", o América foi eliminado.

## Maiores públicos
Esses são os dez maiores públicos do Barretão:
- PP. ^ Considera-se apenas o público pagante